# Leon Panikvar
Leon Panikvar (Maribor, 28 januari 1983) is een Sloveens voormalig professioneel voetballer die doorgaans speelde als linksback. Tussen 2004 en 2020 was hij actief voor NK Maribor, Bela Krajina, NK Primorje, Zalaegerszegi, Kilmarnock, opnieuw Zalaegerszegi, Pécsi Mecsek, NK Aluminij, Drava Ptuj, FC Gamiltz, TUS Paldau, Fehring, Union St. Martin en SV Tillmitsch.

## Carrière
Panikvar speelde in eigen land bij NK Maribor, waar hij zich, na een uitleenperiode bij Bela Krajina, profileerde als basisspeler. In 2008 verkaste de verdediger naar NK Primorje, voor hij na een jaar voor het eerst naar het buitenland vertrok. Het Hongaarse Zalaegerszegi TE nam hem over voor twee seizoenen. Na het aflopen van zijn verbintenis probeerde Panikvar het bij het Schotse Kilmarnock FC, maar verder dan twee duels kwam hij daar niet. In januari 2012 keerde hij weer terug naar Hongarije, waar hij opnieuw voor Zalaegerszeri speelde. Na een paar maanden vertrok hij naar Pécsi Mecsek, wat hij verliet toen hij in 2013 een verbintenis ondertekende bij NK Aluminij, de club waar hij ooit in de jeugd zijn carrière begonnen was. Hierna speelde hij nog even voor Drava Ptuj, waarna Oostenrijk zijn nieuwe bestemming werd. Achtereenvolgens speelde Panikvar voor FC Gamiltz, TUS Paldau en Fehring. In januari 2018 werd Union St. Martin zijn nieuwe club. Een halfjaar later ging hij naar SV Tillmitsch. Medio 2020 besloot Panikvar op zevenendertigjarige leeftijd een punt te zetten achter zijn actieve loopbaan.